# Britney Rears

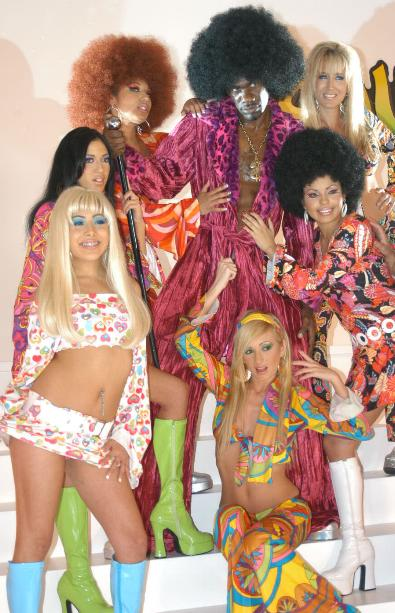
Darsteller am Set von Britney Rears 3

Britney Rears ist eine US-amerikanische Pornofilmreihe und Parodie auf die Sängerin Britney Spears, gespielt von Jessica Sweet in den ersten beiden Filmen und von Hillary Scott in den Filmen 3 und 4.

## Britney Rears - Wild Back Stage Sex Party (2005)
Der erste Film erschien im Jahr 2005. Der Regisseur Will Rider wählte zunächst Jessica Sweet aufgrund ihrer Ähnlichkeit mit Britney Spears als Hauptdarstellerin aus. Der Film mit dem Titel Britney Rears – Wild Back Stage Sex Party war für die Produktionsgesellschaft VCA erfolgreich. Der Titelsong des ersten Films I Wanna Get Laid wurde mehrmals in einer fürs Radio geeigneten Version in der Howard Stern Show gespielt und an 200 Radiostationen geliefert.

## Britney Rears 2 - I Wanna Get Laid (2006)
Im zweiten Film spielte wieder Jessica Sweet die Rolle der Britney Rears. Die Handlung basiert lose auf Britney Spears’ Heirat mit Kevin Federline, bei der die Darstellerin einen Mann namens Kevin geheiratet hat. Weitere Darsteller sind: Barrett Blade, Eva Angelina, Hillary Scott, James Deen, Jean Val Jean, Jenaveve Jolie, Kapri Styles, Kurt Lockwood, Nadia Styles, Nikki Hilton, Nyomi Marcela, Sascha, Scott Nails, Seth Dickens, Shy Love und Sunny Lane.

## Britney Rears 3 - Britney Gets Shafted (2006)
Im dritten Film übernahm die Darstellerin Hillary Scott die Rolle der Britney Rears. Der Film erschien bei Hustler. In diesem Film kauft Rears eine Zeitmaschine bei eBay und reist zurück nach Los Angeles im Jahr 1974. Die Handlung des dritten Films ist eine Parodie auf Britney Spears Cameo-Auftritt im Film Austin Powers in Goldständer. Der dritte Film ist der erfolgreichste der Filmreihe. Er wurde bei den AVN Awards 2007 als „Best Sex Comedy“ nominiert und gewann in der Kategorie „Best Comedy or Parody“ bei den XRCO Awards im gleichen Jahr. Weiter Darsteller sind: Alana Evans, James Deen, Jasmine Byrne, Jenna Presley, John E Depth, Johnny Castle, Kat, Kurt Lockwood, Marco Banderas, Melissa Martinez, Naomi Russell, Tommy Gunn, Victoria Sweet. Im Rahmen des Marketing wurde auch eine Website für Britney Rears auf MySpace eingerichtet.

## Britney Rears 4 - Britney Goes Gonzo (2007)
Auch im vierten Film ist Hillary Scott in der Hauptrolle zu sehen. Im Unterschied zu den ersten drei Filmen, die eher Spielfilmähnlich aufgebaut sind, nutzt der vierte Teil das Gonzo-Konzept. Die Szenen des Films sind durch eine Handlung verknüpft, die von einem Aphrodisiakum „Britney Pops“ handelt. In einer anderen Rolle ist die frühere Hauptdarstellerin Jessica Sweet zu sehen. Weitere Darsteller sind: Benjamin Brat, Brett Rockman, Chris Charming, Daisy Marie, Donny Long, Jamie Elle, Kissy Kapri, Kurt Lockwood, Sascha, Sativa Rose, Serena Marcus, Seth Dickens, Veronique Vega. In der Phase der Post-Produktion unterschrieb Hillary Scott einen Exklusivvertrag mit der Produktionsgesellschaft SexZ Pictures, ihr wurde aber erlaubt die Promotion für den Film fortzusetzen.

## Auszeichnungen
- 2006: 4 Nominierungen bei den AVN Awards für Britney Rears 1
- 2007: 7 Nominierungen bei den AVN Awards für Britney Rears 3
- 2007: Gewinner XRCO Award - Best Comedy or Parody

## Soundtrack
- Der Titelsong des ersten Films „I Wanna Get Laid“ wurde mehrmals in einer fürs Radio geeigneten Version in der Howard Stern Show gespielt und unter einem Deal mit UNCLE einer Independent Radio Promotion Firma an 200 Radiostationen geliefert.
- Der Soundtrack wurde mit professionellen Musikern in den ISR Studios in Hollywood aufgenommen.